# Diérèse
En linguistique, le terme diérèse du latin diaeresis, provenant du grec ancien διαίρεσις (diaíresis), formé par contraction à partir de διά-αἵρεσις, « séparation », emprunté à la rhétorique, dénomme une modification phonétique qui consiste à dissocier deux voyelles à l'intérieur d'une même syllabe. Le plus souvent, il s’agit de la division d’une syllabe contenant une diphtongue, c’est-à-dire de la transformation de la semi-voyelle de la diphtongue en voyelle et sa séparation de la voyelle de la diphtongue,,,,,. Parfois, entre les deux voyelles, il se produit un hiatus, d’autres fois celui-ci est évité par l’introduction d’une semi-voyelle ou d’un coup de glotte entre elles,.
Dans une langue comme le hongrois, dans laquelle il n’y a de diphtongues que dans quelques emprunts, le terme diérèse est interprété dans un sens large, étant appliqué également à la division d’une syllabe pratiquement par son redoublement.
La diérèse s’oppose au phénomène appelé synérèse, la fusion de deux voyelles contiguës en syllabes voisines, qui forment ainsi une diphtongue ou une seule voyelle,,,,.
La diérèse est aussi un procédé rhétorique. Elle implique une intention expressive, par exemple l’insistance par un tempo plus lent de la parole, ou bien l’obtention d’une syllabe de plus pour qu’un vers en ait le nombre nécessaire.

## Exemples de diérèse
La diérèse et la synérèse produisent des variantes de prononciation de certains mots. Il se crée ainsi des oppositions entre variétés de langue : entre la variété standard et des variétés régionales, entre variétés régionales différentes, entre standard et usages individuels de la langue.
En français, la distribution de la diérèse et de la synérèse est régionale. Par exemple, les mots lion, buée et louer se prononcent en général avec diérèse ([liˈɔ̃], [byˈe], [luˈe]) dans le nord, l’est et le Midi de la France, ainsi qu’en Belgique. Par contre, à Paris et dans l’ouest de la France, les mêmes mots sont d’ordinaire prononcés avec synérèse : [ljɔ̃], [bɥe], [lwe]. Le français standard recommande en général la synérèse, se fondant principalement sur la prononciation parisienne, sauf dans certaines situations où les voyelles sont précédées d’une consonne + r ou l, ex. trouer [tʁuˈe], fluet [flyˈɛ], oublier [ubliˈe]. Lorsque la diérèse est obligatoire, on accepte l’introduction d’un [j] devant [i], ce qui élimine l’hiatus, la prononciation pouvant donc être oublier [ubliˈe] ou [ubliˈje], pays [peˈi] ou [peˈji]. La diérèse peut aussi être individuelle, même dans des régions où c’est la synérèse qui prédomine.
En roumain il y a quelques rares cas de diérèse standard de nature morphophonologique dans l’articulation de certains noms, lorsqu’ils reçoivent l’article défini, qui est du type suffixe. Sont concernés les noms se terminant en diphtongue descendante avec la semi-voyelle [w], ex. leu [lew] « lion » – [le.ul] « le lion », zeu [zew] « dieu » – [ze.ul] « le dieu ».
La diérèse était présente également dans le processus du passage du latin au roumain. Ainsi, la diphtongue latine au [aw] a subi la diérèse, ex. aurum [ˈaw.rum] > aur [ˈa.ur] « or » (le métal).
En roumain aussi il y a des oppositions entre diérèse et synérèse, entre standard et variétés non standard. La prononciation standard du mot reumatism « rhumatismes » est [re.u.maˈtism], avec diérèse, mais individuellement, surtout dans les parlers de l’ouest, on le prononce [rew.maˈtism], avec synérèse. Il y a aussi des mots que le standard accepte avec les deux prononciations, ex. deopotrivă « également, aussi », prononcé [de.o.poˈtri.və] (avec un tempo lent) ou [de̯o.poˈtri.və] (avec un tempo rapide).
En hongrois, la diérèse ayant pour base une diphtongue est appliquée dans la langue commune à des emprunts, tel (de) Dauer [ˈda.ʊ̯ɐ] « durée » > dauer [dɒ.u.ɛr] « permanente » (ondulation durable des cheveux).

## Dans la versification
Dans la versification, on applique la diérèse ou la synérèse parmi les procédés qui visent à obtenir le nombre nécessaire de syllabes dans les vers. Dans les versifications classiques, il y avait des règles concernant le recours à la diérèse et à la synérèse. La versification française, par exemple, suivait la tradition étymologique. Si l’hiatus dans un mot utilisé provient d’un hiatus dans la langue d’origine (particulièrement le latin), il était compté en diérèse. Si, en revanche, il provient d’une seule voyelle, il était compté en synérèse.
Par exemple, le vers Va te purifier dans l’air supérieur (Charles Baudelaire) est un alexandrin, devant donc compter douze syllabes. En français standard actuel, les mots purifier et supérieur comportent trois syllabes chacun, avec synérèse dans les syllabes -fier [fje] et -rieur [ʁjœːʁ], respectivement, mais dans ce vers il leur est appliqué la diérèse ([fi.e] et [ʁi.œːʁ]), ayant par conséquent quatre syllabes chacun, le vers en en comptant ainsi douze. La diérèse est ici conforme à la règle, puisque les mots en cause ont pour étymons (la) purificare et superior, les voyelles concernées étant dans des syllabes à part.
Le hongrois du XIXe siècle avait encore quelques variantes de formes verbales avec et sans diérèse au sens large du terme, archaïques de nos jours, par exemple lész vs leszesz, dans la langue actuelle, leszel « tu seras ». La variante à diérèse était utilisée dans la versification aussi pour ses deux syllabes, par exemple « Mikor látlak, mikor látlak, rózsám? / Mikor leszesz megint közel hozzám? » littéralement « Quand te verrai-je, quand te verrai-je, m’amie ? Quand seras-tu auprès de moi encore » (Sándor Petőfi).

## Sources bibliographiques
- (ro) Académie roumaine, Institut de linguistique Iorgu-Iordan – Al.-Rosetti, Dicționarul ortografic, ortoepic și morfologic al limbii române « Dictionnaire orthographique, orthoépique et morphologique du roumain »], 2de édition, Bucarest, Univers enciclopedic, 2005 ; en ligne : Dexonline (DOOM 2) (consulté le 24 septembre 2021)
- (ro) Angela Bidu-Vrănceanu et al., Dicționar general de științe. Științe ale limbii [« Dictionnaire général des sciences. Sciences de la langue »], Bucarest, Editura științifică, 1997  (ISBN 973-440229-3) 24 septembre 2021)
- (en) Hadumod Bussmann (dir.), Dictionary of Language and Linguistics [« Dictionnaire de la langue et de la linguistique »], Londres – New York, Routledge, 1998  (ISBN 0-203-98005-0) 24 septembre 2021)
- (ro) Gheorghe Dragomirescu, Dicționarul figurilor de stil. Terminologia fundamentală a analizei textului poetic [« Dictionnaire des figures de style. Terminologie fondamentale de l’analyse du texte poétique »], Bucarest, Editura Științifică, 1995,  (ISBN 973-4401-55-6) ; en ligne : Dexonline (DFS)  24 septembre 2021)
- Jean Dubois et al., Dictionnaire de linguistique [PDF], Paris, Larousse-Bordas/VUEF, 2002 (consulté le 28 mars 2023)
- Jenny, Laurent, « Versification », Méthodes et problèmes, Genève, Département de français moderne, Université de Genève, 2003  (consulté le 24 septembre 2021)
- Jean-Michel Kalmbach, Phonétique et prononciation du français pour apprenants finnophones, version 1.1.9., Université de Jyväskylä (Finlande), 2013  (ISBN 978-951-39-4424-7) (consulté le 24 septembre 2021)
- (hu) István Szathmári (dir.), Alakzatlexikon. A retorikai és stilisztikai alakzatok kézikönyve [« Lexicon des figures. Guide des figures rhétoriques et de style »], Budapest, Tinta, 2008 (consulté le 28 mars 2023)